# Mucopolissacaridose
Mucopolissacaridose ou MPS é um subgrupo das doenças de depósito lisossômicos (DDL) as quais pertencem ao ainda maior grupo de doenças genéticas do metabolismo, causadas por deficiência de enzimas. Juntas, afetam cerca de 1 em cada 25.000 nascidos vivos por ano.

## Causa
Nas MPS, existe a deficiência ou falta de uma determinada enzima nos lisossomos, o que leva ao acumulo de glicosaminoglicanos (GAG), conhecida antigamente como Mucopolissacarídeos, nome que deu origem a patologia. Os glicosaminoglicanos são moléculas que possuem em sua composição açucares que se ligam a uma proteína central. Essa molécula absorve água em demasia, adquirindo uma consistência viscosa, promovendo assim a lubrificação entre os tecidos, permitindo o deslizamento na movimentação entre eles. Essa diminuição de atrito entre os tecidos permite, por exemplo, o movimento das articulações ósseas. Esse acumulo leva a disfunção na lubrificação dos órgãos causando danos progressivos.

## Sinais e sintomas
As manifestações clínicas das MPS são normalmente multissistêmicas (afetam diversos órgãos) e muito variáveis, existindo formas leves, moderadas e graves. Podem afetar o cérebro, olhos, ouvidos, coração, fígado, ossos e articulações.

## Genética
É estimado que 1 em cada 25.000 bebês nascidos nos Estados Unidos possuem alguma forma de Mucopolissacaridose. A maioria das MPS são de herança autossômica recessiva, ou seja, apenas indivíduos que herdam o gene defeituoso de ambos os pais são afetados. (A exceção é a MPS tipo II, conhecida também como Síndrome de Hunter, em que a mãe sozinha passa o gene defeituoso para o filho.) Quando tanto o pai, quanto a mãe possuem o gene defeituoso, cada gravidez carrega consigo uma chance de 1 em 4 de que a criança seja afetada. Os pais e os irmão de uma criança afetada podem não ter sinais da doença. Irmãos não afetados e parentes selecionados de uma criança com um dos tipos de Mucopolissacaridose podem portar o gene recessivo e transmiti-lo a seus próprios filhos.

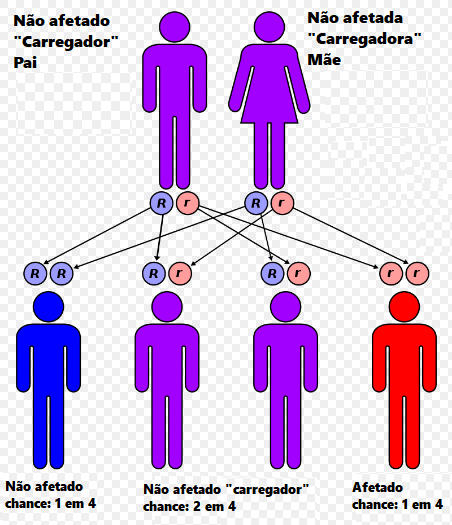
A mucopolissacaridose possui um padrão autossômico recessivo de herança.

## Tipos
Existem doze tipos de MPS atualmente descritas, que são classificadas de acordo com o tipo de enzima deficiente na célula. A MPS Plus é o tipo mais recentemente descrito de MPS e se distingue por não ser decorrente de uma deficiência enzimática.
| Tipo     | Nome da síndrome                                                          | Enzima deficiente / Proteína afetada                | Produtos acumulados                                                     | Sintomas | Localização do gene |
| -------- | ------------------------------------------------------------------------- | --------------------------------------------------- | ----------------------------------------------------------------------- | --- | ------------------- |
| MPS I    | Síndrome de Hurler ou Síndrome de Scheie (anteriormente chamada de MPS V) | α-L-iduronidase                                     | - sulfato de heparan - sulfato de dermatan                              | - Deficiência intelectual - Micrognatia - Macroglossia - Degeneração retiniana - Turvação corneal - Cardiomiopatia | 4p 16.3             |
| MPS II   | Síndrome de Hunter                                                        | Iduronato sulfatase                                 | - sulfato de heparan - sulfato de dermatan                              | - Retardamento mental (sintomas similares a síndrome de Hurler, só que mais brandos)                               | Xq28                |
| MPS III  | Síndrome de Sanfilippo A                                                  | Heparan sulfato sulfatase                           | sulfato de heparan                                                      | - Atraso de desenvolvimento - Hiperatividade severa - Disfunção motora - Morte na segunda década de vida           | 17q25.3             |
| MPS III  | Síndrome de Sanfilippo B                                                  | N-acetilglucosaminidase                             | sulfato de heparan                                                      | - Atraso de desenvolvimento - Hiperatividade severa - Disfunção motora - Morte na segunda década de vida           | 17q21               |
| MPS III  | Síndrome de Sanfilippo C                                                  | Acetil-CoA:alfa-glucosaminideo N-acetil transferase | sulfato de heparan                                                      | - Atraso de desenvolvimento - Hiperatividade severa - Disfunção motora - Morte na segunda década de vida           | 12q14               |
| MPS III  | Síndrome de Sanfilippo D                                                  | N-acetilglucosamina 6-sulfatase                     | sulfato de heparan                                                      | - Atraso de desenvolvimento - Hiperatividade severa - Disfunção motora - Morte na segunda década de vida           | 8p11                |
| MPS IV   | Síndrome de Morquio A                                                     | Galactose 6-sulfatase                               | - sulfato de queratan - 6-sulfato de condroitina                        | - Severa displasia esquelética - Baixa estatura - Disfunção motora                                                 | 16q24.3             |
| MPS IV   | Síndrome de Morquio B                                                     | Beta-galactosidase 1                                | - sulfato de queratan - 6-sulfato de condroitina                        | - Severa displasia esquelética - Baixa estatura - Disfunção motora                                                 | 3p22.3              |
| MPS VI   | Síndrome de Maroteaux-Lamy                                                | N-acetilgalactosamina 4-sulfatase                   | - sulfato de dermatan                                                   | - Severa displasia esquelética - Baixa estatura - Disfunção motora - Cifose - defeitos cardíacos                   | 5q11-13             |
| MPS VII  | Síndrome de Sly                                                           | β-glucuronidase                                     | - sulfato de heparan - sulfato de dermatan - 4,6-sulfato de condroitina | - Hepatomegalia - Displasia esquelética - Baixa estatura - Turvação corneal - Atraso no desenvolvimento            | 7q21.11             |
| MPS IX   | Deficiência de Hialuronidase                                              | Hialuronidase                                       | Hialuronan                                                              | - Baixa estatura - Derrames articulares - Artropatias                                                              | 3p21                |
| MPS Plus | Síndrome mucopolissacaridose plus                                         | Proteína VPS33A                                     | sulfato de heparan                                                      | - Deficiência intelectual - Disostose múltipla - Anemia - Doença renal - Cardiomiopatia                            | 12q24               |

Todas os tipos de MPS, exceto o tipo II são herdados de maneira autossômica recessiva, enquanto a tipo II tem padrão de herança ligado ao cromossomo X.

## Casos de Mucopolissacaridose no Brasil
No Brasil existem mais casos de Mucopolissacaridose do que se imagina, contabilizado 600 pessoas. De acordo com a Associação Paulista dos Familiares e Amigos dos Portadores de Mucopolissacaridose, no estado de São Paulo estima-se que existam 150 casos confirmados. De acordo com registros nas associações para portadores de Mucopolissacaridose, Pernambuco é o 2º estado que mais registra casos de mucopolissacaridose.

## Associação para Portadores de Mucopolissacaridose no Brasil
No Brasil existem duas principais Associações para portadores de Mucopolissacaridose. Essas associações servem para ajudar legal e psicologicamente os familiares e portadores de mucopolissacaridose. Dentre todas, as principais são a de São Paulo, o Instituto Vidas Raras e em Santa Catarina.

## Tratamento
Assim como para muitas doenças genéticas raras, não existe cura para as mucopolissacaridoses, mas existem tratamentos para melhorar a qualidade de vida dos pacientes. Alguns tratamentos são feitos a base de fármacos, numa tentativa de realizar as funções deficientes pelas enzimas que faltam.
Entre os tratamentos mais utilizados e eficazes está a Terapia de Reposição Enzimática (TRE). A TRE consiste em introduzir via venosa o fármaco deficiente nos lisossomos das células. Até o momento há produtos de terapia enzimática aprovados para administração em pacientes com MPS I, MPS II, MPS IV A, MPS VI e MPS VII. Um exemplo é a laronidase, utilizada para a Mucopolissacaridose tipo I.
Além disso, o transplante de células-tronco hematopoiéticas (ou transplante de medula óssea - TMO) é outro tratamento bem estabelecido e eficaz para crianças com a forma grave de MPS I, tendo também sido utilizado com sucesso em alguns casos de MPS II, MPS IVA, MPS VI e MPS VII. O objetivo do transplante é fornecer células de um doador saudável que, após se multiplicarem, produzem quantidades suficientes da enzima deficiente.